# John Belushi
John Adam Belushi (n. 24 ianuarie 1949 – d. 5 martie 1982) a fost un comedian american, actor și muzician. Este cel mai bine cunoscut ca fiind unul dintre membrii echipei originale Saturday Night Live de la NBC. A fost fratele mai mare al lui James „Jim” Belushi.

## Filmografie
- National Lampoon's Lemmings (1973) (teatru)
- The National Lampoon Radio Hour (1973–1974) (Radio) (și regizor de creație)
- The National Lampoon Show (1975) (teatru)
- The Beach Boys: It's OK (1976) (TV)
- Saturday Night Live (1975–1979) (TV)
- Tarzoon: Shame of the Jungle (1975) (voce)
- Goin' South (1978)
- National Lampoon's Animal House (1978)
- The Rutles: All You Need Is Cash (1978) (TV)
- Old Boyfriends (1979)
- 1941 (1979)
- The Blues Brothers (1980)
- Continental Divide (1981)
- Neighbors (1981)